# Phyllocelis oyedaeae
Phyllocelis oyedaeae är en svampart som beskrevs av Syd. 1925. Phyllocelis oyedaeae ingår i släktet Phyllocelis, divisionen sporsäcksvampar och riket svampar.   Inga underarter finns listade i Catalogue of Life.